# Haus Arz

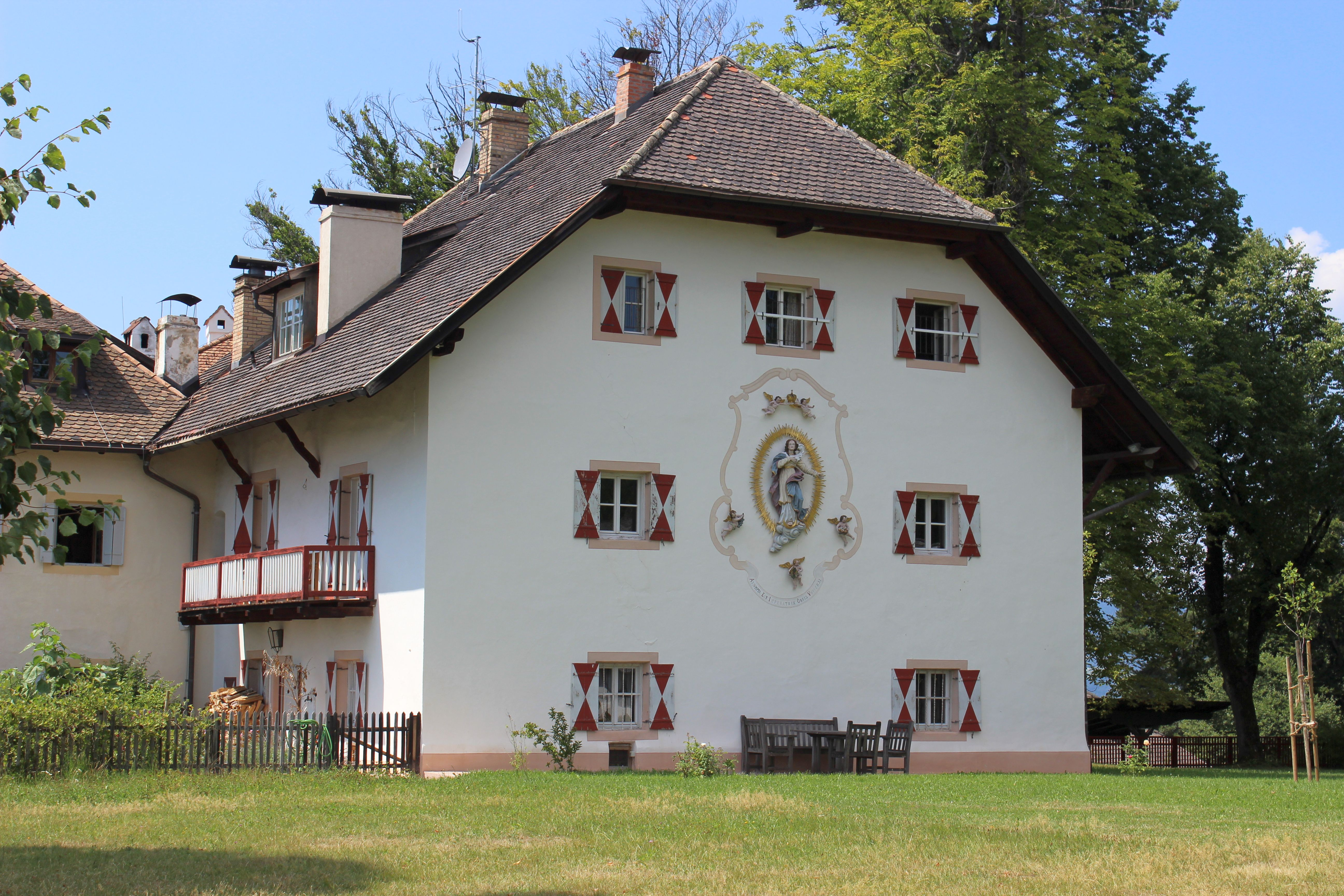
Haus Arz in Maria Himmelfahrt

Das Haus Arz in Maria Himmelfahrt, einem zu Oberbozen gerechneten Weiler der Gemeinde Ritten in Südtirol, ist ein geschütztes Baudenkmal. 

## Geschichte
Der im 18. Jahrhundert als Sommerfrische erbaute Ansitz war zunächst im Besitz der Bozner Kaufmannsfamilie Gumer. Nach deren Bankrott fiel es Ende des 18. Jahrhunderts an den Bozner Kaufmann Anton Melchior von Menz und dessen Tochter, Annette von Menz. Darauf ersteigerte Joseph von Kinsele († 1839) das Haus und vererbte es an seine Geschwister Alois Kinsele und Theresia Romen. Der heutige Name verdankt das Anwesen einer Gräfin von Arz, geb. Gräfin von Sarnthein, die seit 1856 Hauseigentümerin war. Darauf folgten ihre Kinder. Am 11. Januar 1983 erfolgte die Unterschutzstellung von Seiten des Südtiroler Landesdenkmalamtes.  